# Vụ 47.800 đồng
Vụ 47.800 đồng hay Nghi án 47.800 đồng là tên gọi được báo chí và truyền thông Việt Nam dùng để nói về việc hai nữ sinh 10 tuổi vì bị nghi lấy cắp 47.800 đồng quỹ lớp nên hiệu trưởng trường tiểu học An Hiệp 2 cùng Tổng phụ trách Đội đã dẫn cả hai em lên công an xã An Hiệp, huyện Châu Thành, tỉnh Đồng Tháp để điều tra ngày 14 tháng 3 năm 2007. Huỳnh Thị Ngọc Trâm, một trong hai học sinh tiểu học bị công an ép cung, sau khi về nhà đã trở nên điên loạn. Em bị chẩn đoán mắc bệnh sang chấn tâm lý, phải điều trị lâu dài và không thể đi học trở lại.
Vụ việc lần đầu được đưa tin bởi báo Tiền phong đầu tháng 4 năm 2007 và đã nhanh chóng gây chấn động trong dư luận, thu hút hàng trăm ý kiến phản ứng từ người dân cho tới tiến sĩ, quan chức và trở thành chủ đề đưa tin trên truyền thông suốt thời gian dài. Trước sức ép của công luận, trưởng công an xã An Hiệp đã bị cách chức, phó công an xã bị cảnh cáo. Hiệu trưởng bị cách chức, cảnh cáo toàn huyện và hạ tầng công tác xuống làm giáo viên, tổng phụ trách Đội cũng bị cảnh cáo và chuyển công tác. Cả bốn cá nhân tham gia vào buổi lấy lời khai phải bồi thường tinh thần 25 triệu đồng cho em Trâm. Nghi án xảy ra trong bối cảnh nạn bạo hành học đường bởi công an và giáo viên lên đỉnh điểm trong giai đoạn 2006–2007. Sự vụ đã được chọn là ví dụ tiêu biểu cho vấn nạn này – là một trong 10 sự kiện gây xôn xao dư luận Việt Nam năm 2007 – và được đưa vào làm trường hợp nghiên cứu trong một báo cáo về Việt Nam của Chương trình Phát triển của Liên Hợp Quốc công bố năm 2012. Nhạc sĩ Tuấn Khanh đã sáng tác một ca khúc dựa trên nghi án, đặt tựa "47.8".

## Diễn biến
Huỳnh Thị Ngọc Trâm (sinh 1997) là học sinh lớp 5 tại trường tiểu học An Hiệp 2, xã An Hiệp, huyện Châu Thành, tỉnh Đồng Tháp. Em sinh ra trong một gia đình nghèo, bố mẹ đi làm thuê nuôi nhà năm người. Từ nhỏ, Trâm đã tỏ ra là học sinh giỏi: em được bầu làm lớp phó học tập lớp 5/1, suốt bốn năm học và học kì đầu tiên lớp 5 đều nhận giấy khen từ hiệu trưởng trường là Lưu Văn Ca vì thành tích xuất sắc trong học tập. Vào cuối năm 2006, lớp 5/1 và lớp 5/2 đã tổng kết phong trào nuôi heo đất với số tiền tổng cộng 47.800 đồng, dự định để dành liên hoan kết thúc năm học. Theo quy đổi giá tiền của Đài Á Châu Tự Do vào 2007, 47.800 đồng chỉ đủ mua hai đến ba bát phở. Tổng phụ trách Đội nhà trường Lê Văn Xem đã giao cho Huỳnh Thị Ngọc Trâm giữ 18.800 đồng còn Hồng Anh Thư, lớp phó lớp 5/2, nhận quản 29.000 đồng còn lại. Hai em đáng ra phải đưa hết số tiền trên cho thầy Phan Thanh Danh, chủ nhiệm lớp 5/1, nhưng do thầy vắng mặt nên cả hai đã cầm tiền về.
Từ trước dịp nghỉ Tết, khoản tiết kiệm này đã bị thất lạc. Sau đó, Lê Văn Xem gọi riêng Trâm và Thư lên văn phòng để hỏi số tiền trên hiện đang nằm ở đâu. Trâm nói đưa hết cho Thư giữ, trong khi Thư nói đã giao cả cho Trâm. Đến ngày 13 tháng 3 năm 2007, Xem tiếp tục gọi hai em lên lần nữa để viết bản tường trình song cả hai không thừa nhận. Do điều tra không có kết quả, ông viết giấy mời gia đình hai học sinh đến làm việc và đưa cho hiệu trưởng Lưu Văn Ca ký, nhưng sau cùng đã không chuyển về cho phụ huynh. Theo ông Xem, do sức ép từ gia đình Anh Thư phải làm rõ vụ việc, ông đã gọi điện nhờ em mình là trưởng công an xã Lê Văn Thanh can thiệp và được chấp thuận. Hai em cũng đồng ý theo thầy lên công an.
Khoảng 7:45 sáng (GMT+7:00) ngày 14 tháng 3 năm 2007, trong khi thầy Phan Thanh Danh đang đứng lớp thì Xem đi vào mượn em Trâm có việc riêng, không nói rõ lý do. Vì biết ý định của đồng nghiệp, thầy Danh đã cố gắng can ngăn nhưng không thành. Xem sau đó chở hai em đến trụ sở công an xã An Hiệp bằng xe máy của hiệu trưởng. Ở đồn công an, Trâm và Thư bị tách ra; Trâm được đưa vào một phòng riêng để viết bản tường trình và xét hỏi. Tại đây, Lê Văn Thanh và Võ Thanh Phương – lần lượt là trưởng và phó công an xã – cùng hiệu trưởng Ca và phụ trách Đội Xem đã phối hợp điều tra, lập biên bản với hai đương sự mà không có người giám hộ bên cạnh. Chủ tịch Hội phụ nữ xã Lê Thị Kim Em và phó chủ tịch Hội nông dân xã Trần Văn Lang cũng có mặt tại buổi làm việc này. Huỳnh Thị Ngọc Trâm đã nhất mực không nhận lấy tiền; sau khi bị các cán bộ ép cung suốt 2 giờ đồng hồ, hăm dọa sẽ bắt tù nếu không nói thật, cuối cùng em nhận đã lấy toàn bộ 47.800 đồng. Trong đó, 18.800 đồng Trâm kẹp trong vở đã bị mất, 29.000 đồng kia em hứa sẽ trả lại cho nhà trường. Sau khi đã ký vào tờ khai nhận tội, Trâm được đưa trở về nhà vào 11:00 trưa cùng ngày.

### Tác động tâm lý
Huỳnh Thị Ngọc Trâm sau khi trở về nhà liền rơi vào "hoảng loạn", "như người mất hồn". Em ôm mẹ mình khóc thét lên; khi mẹ Trâm nghe con gái kể bị đưa đến công an xã để làm việc, bà đã quá uất ức mà lăn ra bất tỉnh. Hàng xóm chạy qua cứu mẹ em và sau đó gọi cha Trâm đang đi làm mướn về. Đến nửa đêm cùng ngày, Trâm vùng dậy kêu khóc xin đừng bắt khai nhận. Trong những ngày tiếp đó, em ở nhà không đến trường và luôn chùm chăn kín mít khi nghe tiếng động cơ xe máy vì sợ bị bắt giao cho công an. Thầy giáo và các bạn đã đến thuyết phục em trở lại học nhưng không thành. Mẹ Trâm cho biết ban đầu em còn nói thành lời nhưng về sau chỉ còn thể hiện bằng hành động, "giống như người điên loạn". Gia đình đã hai lần đưa em đến khám tại Bệnh viện Tâm thần Thành phố Hồ Chí Minh vào ngày 23 và 27 tháng 3 và bị chẩn đoán là "stress cấp tính", phải uống thuốc an thần theo chỉ định.
Đến đêm ngày 6 tháng 4 năm 2007, do bệnh tình tiến triển nặng nên Trâm được cấp cứu tại bệnh viện Đa khoa Sa Đéc trong tình trạng la thét, không tiếp xúc, thể hiện rối loạn về hành vi. Ngày 9 tháng 4, em chuyển tuyến điều trị lên bệnh viện tỉnh Đồng Tháp, trước khi được sở Giáo dục tỉnh đặc cách chuyển thẳng lên Bệnh viện Tâm thần tiếp tục điều trị. Tại lần tái khám thứ ba ở Bệnh viện Tâm thần ngày 10 tháng 4, diễn tiến bệnh em xấu hơn với các phản ứng tâm lý mãnh liệt gồm hung hăng, gào khóc, la hét, đánh và cắn người nhà hoặc nam giới. Trước đó, em bị tiểu tiện mất tự chủ và các hành động tự hủy hoại như hét to rồi đấm vào ngực, đầu; vừa cắn tay vừa chống tay bò quanh trên nền đất. Một ngày sau em nhập viện tại khoa Tâm lý Bệnh viện Nhi đồng 1 và nhận điều trị miễn phí. Sáng ngày 13 tháng 4 cùng năm, Huỳnh Thị Ngọc Trâm được bác sĩ Đào Trần Thái, chủ nhiệm bộ môn Tâm thần (Bệnh viện Tâm thần) và bác sĩ Lê Minh (bộ môn Thần kinh Trường Đại học Y dược Thành phố Hồ Chí Minh) tiến hành khám và hội chẩn riêng.
Suốt thời gian chữa bệnh, Huỳnh Thị Ngọc Trâm đi khám luân phiên ở hai bệnh viện này: lấy thuốc tại Bệnh viện Tâm thần và đi trị liệu tâm lý hàng ngày tại Bệnh viện Nhi đồng 1. Trong 2 tháng đầu, mẹ em còn thuê nhà tại thành phố để đưa con đi khám hàng ngày, nhưng sau khi hết tiền đã phải xin cho con về quê và hai tuần lên khám một lần. Mỗi lần đi khám, cả hai dậy từ 3 giờ sáng và bắt xe ôm tốn 300.000 đồng. Ngày 21 tháng 4 cùng năm, Trâm đã không còn hành động gây hấn song mắc bệnh thoái lùi với các biểu hiện "ngây ngô giống trẻ lên ba", đặc biệt chưa nói được. Đến cuối tháng 10 cùng năm, Trâm đã trở lại trạng thái gần bình thường, câu đầu tiên nói được là tiếng hét "trời ơi" với mẹ mình. Tuy nhiên em vẫn chưa thể nói thành lời hoàn chỉnh và viết sai chính tả, không tiếp xúc với ai trừ mẹ. Gia đình đã chuyển em lên thị xã Sa Đéc sống cùng bà ngoại trong thời gian chữa trị để cách ly môi trường cũ.
Do bệnh tình chưa hồi phục, em Trâm phải bỏ dở thi học kì II lớp 5. Ngày 22 tháng 1 năm 2008, Huỳnh Thị Ngọc Trâm trở lại học tại lớp 5/3, trường tiểu học Nha Mân 1, xã Tân Thuận Đông, huyện Châu Thành. Trước đó, chính em đã điện nhờ ba mẹ ký vào biên nhận rút học bạ ở trường An Hiệp 2 sang trường mới học tiếp. Do mới học được một học kì năm lớp 5 nên em phải ở lại cấp một hoàn thành nốt chương trình để lên lớp 6. Thầy chủ nhiệm lớp cho biết trong ngày đầu tiên học, Trâm tỏ ra hòa đồng với bạn bè và xung phong phát biểu trước lớp. Em cũng được điểm 10 trong bài kiểm tra môn Toán dù trình bày chưa đúng cách.

## Phản ứng

### Truyền thông báo chí

Các bức vẽ nguệch ngoạc của Huỳnh Thị Ngọc Trâm, miêu tả lại buổi làm việc giữa em và công an xã An Hiệp. Ảnh được phóng viên chụp và đăng lên tờ Tiền phong

Ban đầu, vụ việc chỉ được biết đến xung quanh địa bàn tỉnh Đồng Tháp. Nghi án lần đầu được đưa ra trước công luận vào ngày 4 tháng 4 năm 2007, với loạt bài phóng sự của cây bút Hồng Lĩnh đăng trên tờ Tiền phong. Sau khi các báo điện tử đăng tải, tin tức vụ việc tiếp tục xuất hiện trên hàng loạt báo in từ địa phương tới trung ương. Các trang báo tại Việt Nam hầu như đều có riêng bài tường thuật cũng như phóng sự điều tra về sự vụ, thành công tạo nên làn sóng "chấn động" trong dư luận. Trong đó, nhà báo Lê Thanh Hà đến tận nhà Trâm để tìm hiểu và tới bệnh viện Sa Đéc thăm em, sau đó viết thành phóng sự đăng trên Tuổi Trẻ ngày 11 tháng 4 cùng năm. Bài báo này đã góp phần lan tỏa vụ việc tới nhiều người hơn. Vụ việc cũng được đưa tin trên thông tấn Associated Press của Mỹ cùng các báo đài hải ngoại như Đài Á Châu Tự Do và VOA Tiếng Việt. Báo chí còn tiếp tục theo dõi và đưa tin về quá trình chữa trị Huỳnh Thị Ngọc Trâm trong nhiều tháng kế tiếp, cho tới bài cuối cùng đăng trên báo ngày 23 tháng 1 năm 2008, tức sau khi em đã trở lại học bình thường.
Huỳnh Thị Ngọc Trâm đã viết nhật ký về vụ việc cũng như vẽ một số hình nguệch ngoạc miêu tả lại khung cảnh buổi lấy lời khai. Một bức trong đó vẽ công an vừa đứng cầm gậy vừa chỉ vào biên bản nói: "Khai mau, nếu mày nói không lấy thì tao nhốt mày", còn Huỳnh Thị Ngọc Trâm trong tư thế ngồi nói "Tôi không có mà". Các bức vẽ này được chụp lại và đăng công khai trên các mặt báo trong nước, gây nên xúc động mạnh với công chúng. Trưởng công an xã Lê Văn Thanh đã phủ nhận những tranh vẽ, lời viết trên và cho rằng đây là do em Trâm tự "tưởng tượng" ra. Ông cũng cho biết có ý định mời cha mẹ Trâm lên làm việc nhưng vì thời gian quá ít nên "làm luôn" cho em về lớp học tiếp.
Có hàng trăm ý kiến phản hồi cùng các cuộc gọi đến tòa soạn báo đã thể hiện thái độ công phẫn trước vụ việc, yêu cầu phải thực thi pháp luật nghiêm chỉnh, không chỉ cách chức điều chuyển công tác mà còn phải truy tố trách nhiệm hình sự với những người tham gia ép cung. Ngày 11 tháng 4 cùng năm tiếp tục ghi nhận hàng trăm cuộc điện tới phòng Giáo dục, công an lẫn Ủy ban dân số gia đình & trẻ em huyện để thể hiện sự bức xúc về vụ ép cung em Huỳnh Thị Ngọc Trâm. Nhiều tòa báo đã tổ chức quyên góp tiền hỗ trợ gia đình Trâm chữa trị và có được sự hưởng ứng từ vô số độc giả trong và ngoài nước suốt thời gian dài.
Luật sư Trần Vũ Hải đã gọi vụ việc em Trâm là "điển hình" mà chính quyền Việt Nam "cần phải tỏ thái độ là họ thực sự bảo vệ quyền trẻ em, và những người xâm phạm quyền trẻ em phải bị trừng phạt nghiêm minh, bất kỳ họ là ai ở trong ngành công an hay ngành giáo dục". Ông cũng lưu ý những vụ xâm hại trẻ em trước đó, tuy đã được đưa tin rộng cửa hơn, nhưng vẫn gây bất bình trong dư luận vì hình thức xử lý còn quá nhẹ, "không thể chấp nhận được". Viết cho tuần báo Lao Động cuối tuần, tiến sĩ Nguyễn Quang A nhận định các vụ bạo hành học sinh, trong đó có trường hợp Huỳnh Thị Ngọc Trâm, xảy ra là bởi hai yếu tố: thứ nhất là truyền thống "thương cho roi cho vọt, ghét cho ngọt cho bùi" từ ngàn xưa đã thấm vào cách thức giáo dục của nhiều thế hệ thầy cô giáo; thứ hai đó là chủ nghĩa gia trưởng của nhiều cán bộ nhà nước, khi có sai phạm chỉ "đóng cửa bảo nhau" chứ không xử đúng tội, đúng luật vì chạy theo "bệnh thành tích". Theo ông, chính điều này đã khiến niềm tin người dân vào hiệu lực của pháp luật bị "xói mòn".

### Cơ quan công quyền
Khi cha của Huỳnh Thị Ngọc Trâm lên trình báo sự việc với xã thì đã bị cố tình "bưng bít". Chỉ đến lúc ông nộp đơn thưa lên huyện Châu Thành và vụ việc bắt đầu ồn ào trên báo chí thì mới được quan tâm đến. Sau khi sự vụ thu hút chú ý từ truyền thông, hàng loạt quan chức từ cấp huyện, cấp tỉnh lên tới cấp Bộ và Trung ương đã cùng lên án hành động đưa cháu bé 10 tuổi đi lấy lời khai không người giám hộ là "không thể chấp nhận", đồng thời yêu cầu phải xử lý trách nhiệm với các cá nhân có liên quan. Nguyễn Văn Tân, chánh văn phòng Ủy ban Dân số Gia đình và Trẻ em, một cơ quan ngang cấp Bộ, khẳng định trường hợp ép cung em Trâm vi phạm Luật Bảo vệ, chăm sóc và giáo dục trẻ em 2004, đồng thời tuyên bố ủng hộ gia đình em Trâm trong vụ việc và trong trường hợp người nhà không kiện thì cơ quan bảo vệ trẻ em tại địa phương sẽ được ủy quyền để "đưa vấn đề này ra tòa". Luật sư Bùi Quang Nghiêm trả lời với VnExpress cũng giả định trong trường hợp Trâm có "lỡ dại" lấy số tiền trên thì em vẫn chưa đủ độ tuổi để bị truy cứu trách nhiệm hình sự. Do đó, việc lấy lời khai và lập biên bản của công an là sai pháp luật.
Theo chỉ đạo từ Vụ Tiểu học (Bộ Giáo dục và Đào tạo), ban lãnh đạo sở Giáo dục tỉnh Đồng Tháp đã trực tiếp xuống thăm em Trâm và đưa 5 triệu đồng hỗ trợ gia đình. Trong đó, Giám đốc sở Giáo dục tỉnh Nguyễn Hoàng Nhi trực tiếp xin lỗi gia đình Huỳnh Thị Ngọc Trâm vì sự việc trên. Phía Hội Ủy ban trẻ em xã có giúp đỡ em Trâm tiếp 200.000 đồng. Em cũng được ban ngành giáo dục tỉnh hỗ trợ đưa xe đi khám bệnh viện ở thành phố. Hiệu trưởng Lưu Văn Ca đã nhanh chóng viết đơn xin từ chức với lý do "năng lực lãnh đạo yếu kém". Vụ trưởng Vụ Trẻ em Nguyễn Đình Thiết chỉ trích lý do này của hiệu trưởng trường là "ngụy biện" cho hành vi sai lầm của bản thân.
Ngày 17 tháng 4 năm 2007, Thứ trưởng Bộ Giáo dục Đặng Huỳnh Mai đã xuống làm việc tại trường tiểu học An Hiệp 2 và tổ chức một buổi gặp mặt với gia đình Huỳnh Thị Ngọc Trâm tại Bệnh viện Nhi đồng 1. Sau khi nghe giải trình trực tiếp từ hai cán bộ nhà trường trong vụ ép cung học sinh, bà bày tỏ thái độ "rất đau lòng và bức xúc" với cách xử lý của các bên liên quan với hai em nhỏ 10 tuổi, mà theo bà là "phản giáo dục". Giám đốc sở Giáo dục Nguyễn Hoàng Nhi cũng thay mặt "hơn 19 ngàn giáo viên trong tỉnh" xin lỗi Thứ trưởng về sự vụ trên. Bà Mai sau đó đã trao 3 triệu đồng hỗ trợ em Trâm, đồng thời cam kết sẽ giúp đỡ bệnh viện điều trị em cơ sở vật chất khi được yêu cầu. Cùng ngày, phó Chủ tịch Ủy ban nhân dân tỉnh và phó Chủ tịch Ủy ban Mặt trận tổ quốc tỉnh Đồng Tháp đến hỗ trợ một số tiền cho Trâm tại bệnh viện.

#### Xử lý
Chiều ngày 16 tháng 4 năm 2007, Chủ tịch Ủy ban nhân dân huyện Châu Thành Lê Ái Việt đã ký quyết định kỷ luật đối với các thành viên tham gia ép cung hai cháu bé. Trong đó, hiệu trưởng Lưu Văn Ca bị cách chức, cảnh cáo toàn huyện và chuyển công tác xuống làm giáo viên, tổng phụ trách Đội Lê Văn Xem bị cảnh cáo toàn huyện và chuyển công tác; trưởng công an xã Lê Văn Thanh bị cách chức, phó công an xã Võ Thanh Phương bị cảnh cáo và cả hai phải chuyển công tác ra ngoài lực lượng. Phòng giáo dục huyện cũng tổ chức họp kiểm điểm đối với hai thầy chủ nhiệm các lớp 5/1 và 5/2 vì gián tiếp gây ra sự vụ, cho đập ống heo trước giao cho hai em giữ. Phòng sau đó đã gửi công văn tới 50 trường tiểu học và trung học cơ sở để thông báo về vụ việc và chấn chỉnh công tác quản lý ở các trường. Về việc xử lý hình sự đối với công an, trước đó phía trưởng công an huyện đã tuyên bố hai công an này chỉ làm sai quy trình và "không gây hậu quả nghiêm trọng, không cần thiết phải xử lý hình sự".
Mức xử phạt này đã vấp phải tranh cãi vì chưa tương xứng với tính nghiêm trọng của vụ việc. Số khác chỉ trích thời gian xử lý các cán bộ vi phạm còn quá chậm trễ cũng như quá nhẹ nhàng. Giám đốc sở Giáo dục tỉnh tiết lộ sau khi vụ việc đổ bể, những người ép cung em Trâm từng tìm cách làm giả hồ sơ điều tra em để làm sai lệch bản chất sự kiện. Song ông cho biết án kỷ luật này vẫn được giảm xuống vì đối phương tỏ ra hối lỗi với việc mình làm. Riêng hiệu trưởng Lưu Văn Ca, nếu không có lá đơn xin từ chức cùng thái độ ân hận thì chắc chắn mức phạt sẽ "hoàn toàn khác". Nam Nguyễn của Đài Á Châu Tự Do cho rằng các luận cứ đưa ra vẫn còn mang tính bao che mà không nhìn thẳng vào vấn đề. Theo tác giả, điều này là do việc thay đổi tư duy nhận thức của các cấp chính quyền Việt Nam, đặc biệt ở cấp tỉnh huyện, về quyền trẻ em còn "vô cùng khó khăn", mặc dù những luật bảo hộ trẻ em đã được ban hành cùng thực tế Việt Nam là thành viên của Công ước Liên Hợp Quốc về Quyền trẻ em.
Luật sư Nguyễn Thị Hồng Liên từ báo Pháp Luật Thành phố Hồ Chí Minh đã được cử ra để bảo vệ quyền lợi em Trâm đồng thời hòa giải tranh chấp giữa hai bên, tránh đi đến kiện tụng lâu dài. Đến ngày 16 tháng 11 năm 2007, hai nguyên trưởng/phó công an xã cùng hiệu trưởng và tổng phụ trách Đội trường tiểu học An Hiệp 2 thống nhất đi đến phương án trao tiền thiệt hại tinh thần cho gia đình Huỳnh Thị Ngọc Trâm tại trường tiểu học Nha Mân 1. Việc chọn ngôi trường này để đưa tiền bồi thường là vì nguyên hiệu trưởng Lưu Văn Ca đang công tác ở đây. Theo mẹ của Trâm, tổng viện phí để chữa trị cho con lên tới 30 triệu đồng, nhưng sau khi những người bồi thường thương lượng với lý do hoàn cảnh khó khăn thì số tiền bồi thường giảm xuống còn 25 triệu đồng.

## Ảnh hưởng
Nhạc sĩ Tuấn Khanh đã sáng tác một bài hát nói về vụ việc, đặt tên "47.8". Ông cho biết bài hát như một lời phản kháng của mình, hơn nữa là lời kêu gọi Nguyễn Thiện Nhân, thời điểm đó đang giữ chức Bộ trưởng Bộ Giáo dục và Đào tạo, nên "có tiếng nói trách nhiệm, từ chức đi". Ca khúc phát hành lần đầu vào 15 tháng 4 năm 2007 và sau đó được đưa vào album Bụi đường ca của Tuấn Khanh, ra mắt cuối tháng 8 cùng năm. Sự vụ cũng đóng vai trò thúc đẩy cho sự ra đời của tổ chức phi lợi nhuận Liên hiệp phát triển tâm lý học đường Việt Nam, do tiến sĩ Lê Nguyên Phương thành lập năm 2009.
Nghi án 47.800 đồng xảy ra trong bối cảnh hàng loạt vụ bạo hành học sinh bởi công an, thầy cô giáo diễn ra đỉnh điểm giai đoạn 2006–2007 và tại nhiều nơi trên khắp cả nước. Cũng vào tháng 3 năm 2007, tại tỉnh Đồng Tháp đã xảy ra vụ nữ sinh lớp 7 bị giáo viên mỹ thuật khám người công khai trước lớp vì mất tiền, khiến em phải uống thuốc trừ sâu tự tử vì nhục nhã. Nhiều trường hợp công an bức cung, đánh đập trẻ em, vị thành niên liên quan đến khiếu nại về tiền bạc còn tái diễn trong những năm tiếp theo và được báo chí liên hệ với em Huỳnh Thị Ngọc Trâm. Báo Bình Định và Dân trí về sau đã nêu sự vụ làm ví dụ tiêu biểu cho vấn nạn bạo hành học đường – là một trong 10 sự kiện nổi bật, gây xôn xao dư luận Việt Nam năm 2007. Vụ việc cũng được đưa vào làm trường hợp nghiên cứu trong một báo cáo của Chương trình Phát triển của Liên Hợp Quốc về "Quyền bào chữa trong pháp luật hình sự và thực tiễn tại Việt Nam", công bố ngày 23 tháng 5 năm 2012.